# Assaye
Assaye é uma vila no distrito de Jalna, no estado indiano de Maharashtra.
A vila foi onde ocorreu a Batalha de Assaye em 1803, ocorrida entre o Império Maratha e a British East India Company.
Tornou-se a primeira vitória real para o jovem general Arthur Wellesley (depois Duque de Wellington). Aqui, ele comandou uma força combinada em número bem menor de regimentos britânicos e sipaios contra um exército marata misto entre o modernizado e o tribal. Ele sempre descreveu essa como a sua maior vitória militar.